# Universidad Santo Tomás
Universidad Santo Tomás – prywatna uczelnia w Chile, zlokalizowana w Santiago. 